# 列拉·奧爾巴赫
列拉·奧爾巴赫（俄語：Лера Ауэрбах，1973年10月21日—）是俄羅斯作曲家，钢琴家，以及詩歌與散文作家。生于烏拉爾山脈與西伯利亞交界的俄羅斯城市車里雅賓斯克。为國際乐谱出版發行商漢斯·士高史奇（Hans Sikorski）最年輕的常駐作曲家。

## 演出
2002年5月，奧爾巴赫在卡耐基音樂廳舉辦首场演出，与小提琴家基東·克雷默以及波羅的海室內樂團一同演出了她的鋼琴、小提琴與管弦樂隊套曲。
奥尔巴赫曾在多个音乐厅进行钢琴独奏演出，包括莫斯科音樂學院大堂、東京歌劇城、紐約林肯中心、慕尼黑的演奏大堂（Herkulessaal）、奧斯陸的音樂廳（Konzerthaus）、芝加哥的交響樂大堂（Symphony Hall）以及華盛頓甘迺迪表演藝術中心等。
受丹麥皇家芭蕾團為紀念安徒生誕辰二百週年活動的委託所作的新曲是列拉·奧爾巴赫與舞蹈指導約翰·紐梅亞的第二次合作。2005年4月舉辦的這場芭蕾是童話經典“美人魚”的一次現代演繹，本次表演取得成功。

## 作曲
奥尔巴赫曾為基東·克雷默、丹麥皇家芭蕾團、漢堡芭蕾團、大衛·芬可與吳漢（Wu Han）、范丁·告魯斯曼、波羅的海弦樂團， 還有日本金澤市管弦樂團以及其他機構與個人編寫作品。

## 获奖与荣誉
2005年，奧爾巴赫獲得由德國什勒斯維希-霍爾斯坦音樂節頒發的辛德米特獎。